# Carl Johann Spielter

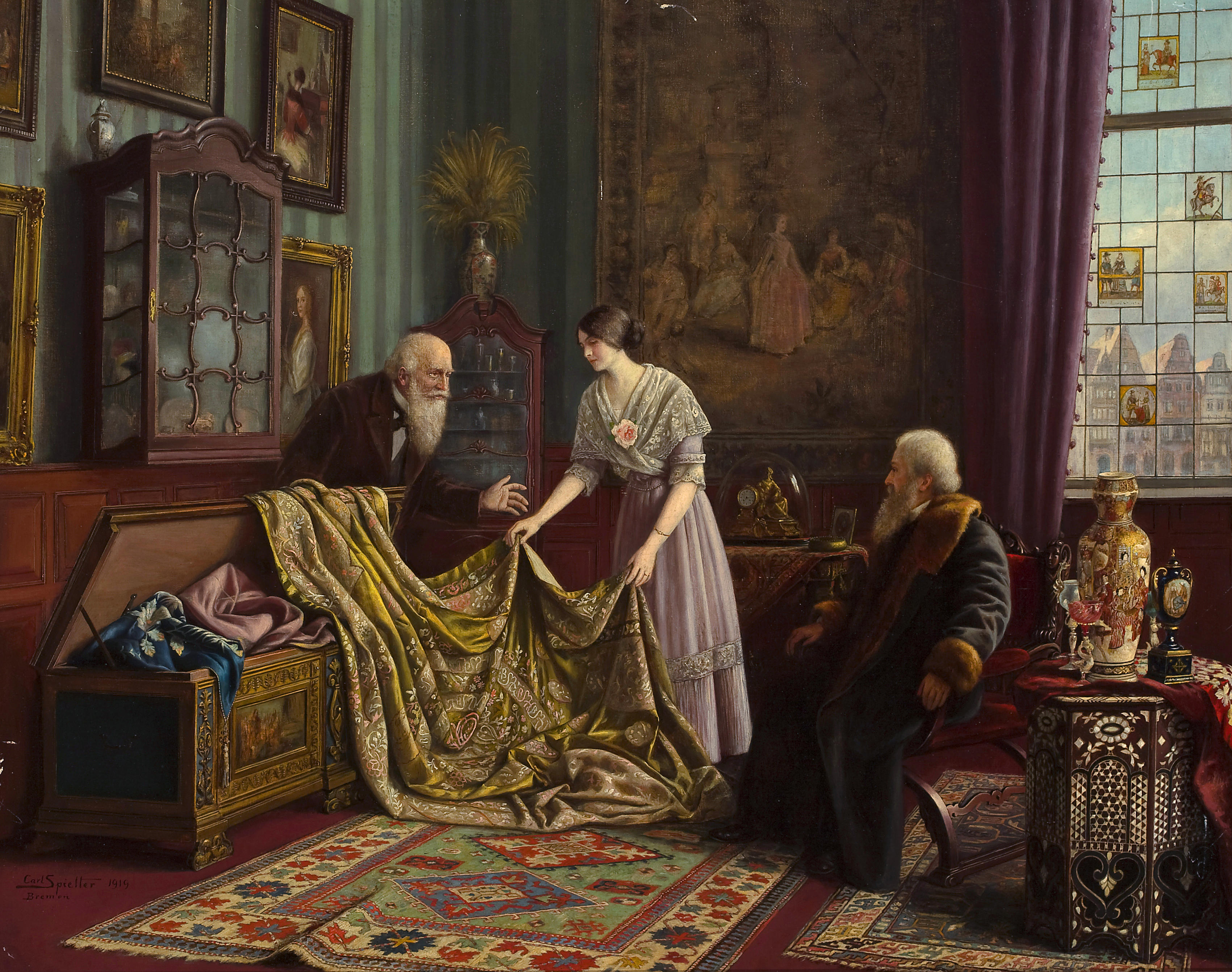
Im Antikengeschaft, 1919

Carl Johann Spielter (* 1. Februar 1851 in Bremen; † 26. Juni 1922 ebenda) war ein deutscher Historien- und Genremaler.

## Familie
Spielter wurde als Sohn des Transportversicherungskaufmanns Friedrich Wilhelm Spielter und seiner Frau Caroline Josepha, geb. Noelle, geboren. Er hatte eine ältere Schwester Gertrude Caroline, die 1864 in Bremen den Maler Julius Köhnholz heiratete, und drei Brüder. Sein Bruder Hermann war bis 1894 als Musikdirektor in Bremerhaven tätig und wanderte anschließend nach Amerika aus.

## Leben
Nach einer kaufmännischen Lehre, die er in Bremen begann und 1871 in Liverpool und Birmingham fortsetzte, entschied sich Spielter im Jahre 1875 für den Beruf eines Kunstmalers und ging nach München. Er begann seine malerische Ausbildung an der Königlichen Gewerbeschule bei Ferdinand Barth und setzte sein Studium seit dem 24. April 1876 an der Königlichen Akademie der Künste bei Gyula Benczúr, Otto Seitz und Gabriel von Max fort.
1880 debütierte er erfolgreich auf einer Kunstausstellung in München mit dem Bild der wahnsinnigen Ophelia, mit dem gleichen Bild debütierte er auch 1880 in Bremen. Spielter widmete sich der gründerzeitlichen Historien- und Genremalerei nach dem Vorbild der niederländischen Malerei des 17. Jahrhunderts, was dem Geschmack seiner Zeit entsprach.
Seit 1881 studierte Spielter weiter an der Akademie der bildenden Künste Wien, wo er Meisterschüler von Hans Makart wurde. In Wien blieb er fast zehn Jahre. Er unternahm Studienreisen nach Italien, Türkei und nach Ägypten. Zusammen mit seinem Schwager, dem Landschaftsmaler Julius Köhnholz, schuf er 1886 in Bremen im Auftrag des Norddeutschen Lloyd die Ausmalung der Räume des neuen Dampfers „Saale“.  In Wien heiratete er 1889 seine aus Ungarn stammende Frau Veronica, geb. de Gavenda. 1891 ging er für zwei Jahre nach Berlin, seit 1893 war er wieder in Bremen zurück.
Seine Bilder erschienen in illustrierten Blättern wie der „Gartenlaube“ oder „Über Land und Meer“. Nach der 1900er Jahrhundertwende wurden seine Werke von den Kunstkritikern als altmodisch kritisiert. In der Suche nach neuen Erfolgen verbrachte er den Zeitraum von 1904 bis 1905 in New York, wahrscheinlich bei seinem Bruder Hermann, und veranstaltete in seinem Atelier am Union Square 32 auch Ausstellungen. Nach Bremen zurückgekehrt, verzeichnete er immer weniger Erfolge. Seine für die Internationale Kunstausstellung Bremen 1906 eingereichten Bilder wurden nicht mehr angenommen. Zum letzten Mal waren im November 1907 zwei seiner Bilder in der Kunsthalle ausgestellt.